# Shelby (Ohio)
Shelby è una città degli Stati Uniti d'America, situata nello Stato dell'Ohio, nella contea di Richland.